# Xã Scoville, Quận Ransom, Bắc Dakota
Xã Scoville (tiếng Anh: Scoville Township) là một xã thuộc quận Ransom, tiểu bang Bắc Dakota, Hoa Kỳ. Năm 2010, dân số của xã này là 35 người.